# Potamogeton reniacoensis
Potamogeton reniacoensis là một loài thực vật có hoa trong họ Potamogetonaceae. Loài này được Sparre miêu tả khoa học đầu tiên năm 1956.